# Palirisa
Palirisa é um gênero de mariposa pertencente à família Bombycidae.